# Archaeoraptor liaoningensis
"Archaeoraptor" es un género inválido de un supuesto dinosaurio celurosaurio maniraptor que fue encontrado en China y presentado en 1999 en un artículo de National Geographic. La revista anunciaba que el fósil era el "eslabón perdido" entre las aves y los dinosaurios terópodos. Incluso antes de esta publicación, hubo ya serias dudas sobre la autenticidad del fósil. El escándalo llegó cuando un estudio científico demostró definitivamente que era un fraude. La falsificación se construyó a partir de los pedazos de varios fósiles auténticos de diversas especies; Zhou y colaboradores, encontraron que el cuerpo principal y superior pertenecía realmente a un espécimen fósil del ave primitiva Yanornis. Un estudio de 2002 determinó que la cola pertenece al dromeosáurido Microraptor, descrito en 2000. Las patas pertenecen a un animal todavía sin determinar.
El escándalo del "Archaeoraptor" aún mantiene puntos oscuros, pues atrajo atención hacia el tráfico ilegal de fósiles en China. También destacó la necesidad del escrutinio científico cercano de los pretendidos «eslabones» publicados en revistas prestigiosas sin arbitraje técnico. El escándalo del fósil ha sido utilizado por creacionistas como argumento de duda sobre la teoría evolutiva. Aunque "Archaeoraptor" era una falsificación, se han encontrado muchos ejemplos auténticos de dinosaurios emplumados y muestran la conexión evolutiva entre las aves y otros terópodos.

## Escándalo

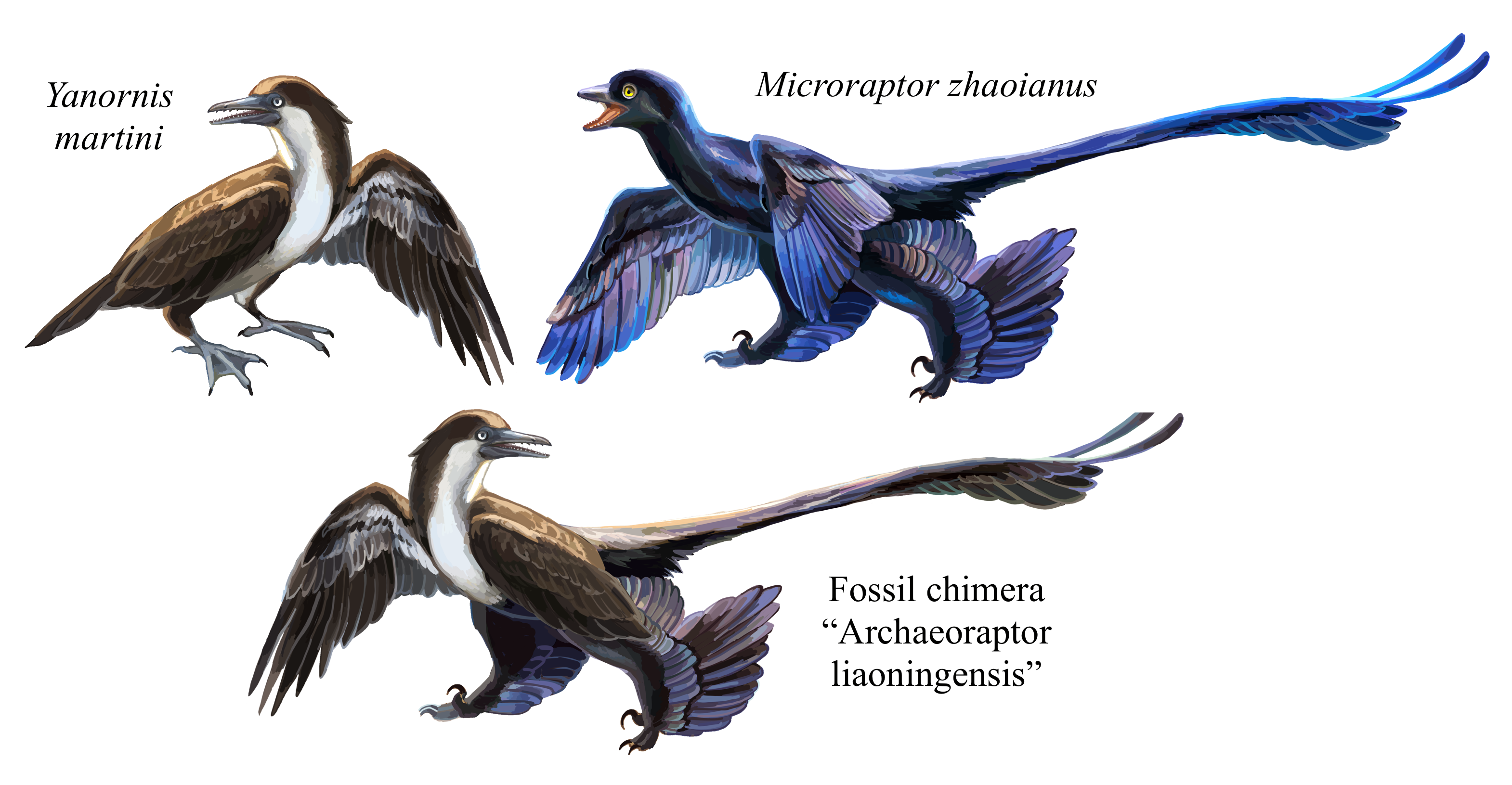
Reconstrución de "Archaeoraptor" junto con Microraptor y Yanornis

El "arqueoraptor" fue dado a conocer en una rueda de prensa llevada a cabo por la revista National Geographic en octubre de 1999. En la misma también se anunciaron los planes para devolver el ejemplar fósil a las autoridades chinas, pues se sacó ilegamente del país. En noviembre de 1999 National Geographic presentó el fósil en un artículo escrito por el redactor de arte Christopher Sloan sobre dinosaurios emplumados y el origen de las aves; dictaminó que el fósil era «un eslabón perdido entre los dinosaurios terrestres y las aves que podían realmente volar», citándolo informalmente como "Archeoraptor liaoningensis", anticipo de su futuro nombre oficial. La nomenclatura significa "ladrón antiguo de Liaoning". Inmediatamente Storrs L. Olson, conservador de aves del Museo Norteamericano de Historia Natural en Washington D. C., criticó el artículo, escribiendo en Backbone, la revista del museo, que el anuncio de un nombre científico en una revista de divulgación, sin revisión técnica, era una "pesadilla".
El 3 de febrero de 2000 National Geographic publicó un comunicado de prensa que indicaba que el fósil podría ser una quimera paleontológica, así como que se había iniciado una investigación para averiguarlo. En el mismo mes Bill Allen, redactor de National Geographic, dijo que estaba furioso con Nature por demostrar que el fósil pudo haber sido una falsificación. En la edición de marzo, en la sección del foro, una carta del Dr. Xu Xing precisó que posiblemente la sección de cola no correspondiera al cuerpo superior. En la edición de National Geographic de octubre se publicaron los resultados de su investigación, en un artículo escrito por el periodista e investigador Lewis M. Simmons; concluyeron que el fósil era una quimera y que los integrantes del proyecto se habían equivocado.

### Cronología
De acuerdo con el informe de National Geographic, la historia de "Archaeoraptor" comenzó en julio de 1997 en Xiasanjiazi, China, donde los granjeros excavaron los estratos de lutitas en busca de fósiles para venderlos a los traficantes, práctica común a pesar de su ilegalidad. Un granjero encontró un fósil raro de un pájaro dentado que mostraba las impresiones de las plumas. El fósil se rompió en pedazos cuando intentaron extraerlo. Cerca, en el mismo hoyo, se encontraron otros pedazos, incluyendo una cola emplumada así como las patas. Él mismo unió varios de estos pedazos de la forma que supuso correcta, a sabiendas de que completo sería más valioso. Fue vendido en junio de 1998 a un distribuidor autorizado anónimo y pasado de contrabando a los Estados Unidos. Según autoridades en Pekín, ningún fósil puede salir de China legalmente.
En otoño de 1998, durante la reunión de la Society of Vertebrate Paleontology en Utah, circularon rumores sobre un fósil llamativo de un pájaro primitivo que se encontraba en posesión privada. El fósil fue presentado por un distribuidor autorizado anónimo en una muestra de piedras preciosas en Tucson, Arizona. El Museo de Dinosaurios de Blanding, Utah, lo compró en febrero de 1999. El museo estaba administrado por Stephen A. Czerkas y su esposa Sylvia, quienes no tenían formación universitaria. El dueño hizo los arreglos necesarios para que los directivos de su museo, incluyendo Dale Slade, le proporcionen los 80 000 dólares que costaba el fósil, y así poder estudiarlo científicamente y evitar que desapareciesen en una colección privada.
El matrimonio Czerkas contactó con el paleontólogo Phil Currie, quien a su vez informó a la National Geographic Society. Currie acordó estudiar el fósil a condición de que fuera devuelto a China una vez concluida la investigación. La National Geographic Society intentó conseguirlo para publicarlo formalmente en la revista Nature; una vez lo lograron lo presentaron en una rueda de prensa y lo publicaron en National Geographic. El editor Bill Allen hizo que todos los miembros del proyecto guardaran el fósil en secreto, de modo que la revista tuviera una parte en la historia.
Slade y los Czerkas pensaban que el fósil era la joya de su museo y planeaban exhibirlo durante cinco años. Sloan afirmó haber volado a Utah en la primavera de 1999 para convencer a Stephen Czerkas de que devolviera el fósil a China inmediatamente después de su publicación; si no, él no publicaría nada en National Geographic y Currie no trabajaría con él. Czerkas aceptó y Currie se puso en contacto con el Instituto de Paleontología de Vertebrados y Paleoantropología de Pekín y la National Geographic, por lo que Xu Xing del IVPP voló a Utah para formar parte del equipo que estudiaría al "archaeoraptor".
Durante un estudio inicial del fósil, el 6 de marzo de 1999, se había puesto ya de manifiesto que tanto las patas izquierdas como las derechas se reflejaban perfectamente y que el fósil había sido terminado usando una losa y contralosa. También se notó que no se podía considerar ninguna articulación biológicamente factible entre la cola y el cuerpo. En julio de 1999 Currie y Czerkas llevaron el fósil al laboratorio de High-Resolution X-ray CT, en la Universidad de Texas (Austin), fundada y dirigida por el Dr. Timothy Rowe para hacer exploraciones con tomógrafo. Rowe, el 29 de julio, determinó que los fragmentos de la parte inferior, la cola y las piernas eran de un animal distinto al resto del cuerpo, y así se lo dijo a Czerkas el 2 de agosto, haciendo notar que posiblemente fuera un fraude. Rowe y Currie fueron entonces presionados por Czerkas para mantener sus dudas en secreto.
Currie, en la primera semana de septiembre, envió el fósil a su preparador, Kevin Aulenback, del Museo de los Dinosaurios de Blanding, para realizar un nuevo estudio. Aulenback concluyó que el fósil era "un espécimen compuesto de por lo menos tres, con un máximo de cinco especímenes distintos", lo que Czerkas negó airadamente. Currie no informó a National Geographic de estos problemas.
El 13 de agosto de 1999, el equipo envió un trabajo titulado "A new toothed bird with a Dromaeosaur-like tail" y firmado por Stephen Czerkas, Currie, Rowe y Xu a la revista Nature, con sede en Londres. En él se señala el problema dos veces e incluye una figura que ilustra los puntos en que se aprecia que una de las piernas y la cola son las contrapartes que componían la losa principal.
En agosto 20 Nature rechazó el trabajo, indicando a los Czerkas y a National Geographic que retrasaran la publicación, habiendo poco tiempo para la revisión por pares. Los autores entonces sometieron al trabajo a la revista Science, que lo mandó para la revisión por pares. Dos revisores informaron a Science que «el espécimen fue pasado de contrabando fuera de China en posesión ilegal» y que el fósil había sido «modificado» en China; para realzar su valor. Science entonces rechazó el trabajo. Según Sloan, Czerkas no informó a National Geographic sobre los detalles de los dos rechazos.
Para noviembre, el número de National Geographic estaba listo para la impresión sin que "Archaeoraptor" hubiera sido publicado de manera formal en una revista científica revisada por pares.
National Geographic continuó y lo publicó sin revisión por pares. El fósil fue mostrado a la prensa el 15 de octubre de 1999 y eñ número de noviembre de 1999 National Geographic contenía el artículo de Christopher P. Sloan, editor de arte de National Geographic. Sloan lo describió como un "eslabón perdido" que ayudaba a aclarar la conexión entre dinosaurios y aves. El fósil original fue incorporado a la exhibición de la Sociedad Geográfica Nacional en Washington D. C. hasta su vuelta a China. En el artículo Sloan utilizó el nombre "Archaeoraptor liaoningensis" anticipándose a Czerkas, pero con una negación  de modo que no contara como acto nomenclatural para los propósitos de la clasificación científica, pudiendo así realizar un breve descripción del ejemplar.
Luego de la aparición de la edición de National Geographic, Storrs L. Olson, conservador de aves de Museo Nacional de Historia Natural del Instituto Smithsoniano publicó una carta abierta el primero de noviembre de 1999, exponiendo que el espécimen en cuestión es conocido por haber sido «exportado ilegalmente», protestando por el dogma que prevalece de que las aves se desarrollaron a partir de dinosaurios. Olson se quejó de que Sloan, un periodista, había usurpado el proceso de la nomenclatura científica publicando un nombre primero en la prensa popular, diciendo que esta es la peor pesadilla de muchos zoólogos, ya que su ocasión de nombrar un nuevo organismo será desechada inadvertidamente por algún periodista. Esta última afirmación realmente era incorrecta, debido a la advertencia hecha sobre el nombre en la publicación de Sloan.
En octubre de 1999, después de ser informado por Currie de los problemas y viendo el espécimen por primera vez, Xu notó que la cola del "Archaeoraptor" se asemejaba mucho a la de un dinosaurio maniraptor sin nombrar que más adelante sería llamado Microraptor zhaoianus. Xu retornó a China y viajó a la provincia de Liaoning donde examinó el yacimiento paleontológico y entró en contacto con un número de distribuidores de fósiles autorizados. Encontró además un fósil bastante completo de un minúsculo dromeosáurido, y la cola de este nuevo fósil correspondió tan exactamente a la cola del fósil de " Archaeoraptor" que tenía que ser la contracara del mismo ejemplar, incluso tenía dos manchas amarillas de óxido que se emparejaban. El 20 de diciembre de 1999 Xu Xing envío un correo electrónico a los autores y a Sloan, anunciando que el fósil era falso.
El 3 de febrero de 2000, The National Geographic News publicó un comunicado de prensa que indicaba que el fósil de "Archaeoraptor" era una quimera, y comenzó una investigación interna. En la edición de marzo de National Geographic apareeció la carta de Xu en la sección de foro de la revista, y Bill Allen cambió la palabra "falso" de Xu por quimera.
El cuatro de abril , Stephen Czerkas le dijo a un grupo de paleontólogos en Washington que él y Sylvia habían cometido «un error idiota y estúpido». Currie, Allen y Sloan, expresaron todo su pesar. Rowe se justificó, diciendo que sus indagaciones eran correctas. Rowe publicó una breve comunicación en Nature en 2001 que describe sus resultados. Él concluyó que, además de la parte superior, se habían utilizado varios especímenes para completar el fósil: uno primero para el fémur izquierdo, un segundo para las tibias, un tercero para ambos pies y por lo menos uno más para la cola, que solamente consistía en cinco porciones separadas.
En junio del 2000, los fósiles regresaron a China. En octubre de ese año National Geographic publicó los resultados de su investigación.

## Posteriores confusiones
Los fósiles implicados en el escándalo de "Archaeoraptor" han llevado una notoria confusión sobre el nombre de sus taxones reales. En diciembre de 2000,  Microraptor fue descrito en Nature por Xu, X., Zhou, Z., y Wang, X. (2000). Zhou et al. (2002) examinaron la parte superior del cuerpo de "Archaeoraptor" y reportaron que pertenecía al género ya conocido Yanornis.

### Diario del Museo de Dinosaurios
En 2002 los Czerkas publicaron un volumen por medio de su museo de dinosaurios titulado Dinosaurios emplumados y el origen del vuelo. En esta revista describieron y nombraron varias especies. De las seis especies nombradas en el libro, cinco son discutibles.
A pesar del trabajo de Zhou et al. (2002), Czerkas y el coautor Xu Xing describen la porción superior del fósil de "Archaeoraptor" como un nuevo género de ave, Archaeovolans, en el Dinosaur Museum Journal. El artículo incluye la advertencia que puede ser que sea realmente un espécimen de Yanornis. Por tanto, se ha nombrado este mismo espécimen fósil "Archaeoraptor", Archeovolans, y Yanornis, en diferentes lugares.
A través del trabajo Dinosaur Museum Journal, Stephen Czerkas argumenta que los manirraptores son realmente aves secundariamente no voladoras. Al obrar así, Czerkas criticó a paleontólogos prominentes. En el texto de Cryptovolans, Czerkas acusa al Dr. Mark Norell de interpretar erróneamente al espécimen BPM 1 3-13 teniendo plumas largas en las patas debido a «influencias cegadoras de ideas preconcebidas». De hecho, aunque la interpretación de Norell era correcta, Czerkas agregó plumas a la pata en su propia reconstrucción del fósil en una exhibición itinerante.
Dos taxones adicionales que Czerkas y sus coautores nombraron resultaron más adelante ser sinónimos más modernos de otros nombres. El Cryptovolans de Czerkas se considera sinónimo de Microraptor, y su Scansoriopteryx de Epidendrosaurus. Czerkas describe a Omnivoropteryx, notando que es muy similar a Sapeornis. Posteriores especímenes de Sapeornis demuestran que posiblemente sean sinónimos.
Otro taxón que Czerkas ha asignado a Pterosauria y nombró como Utahdactylus fue revisado por el Dr. Chris Bennett. Bennett encontró identificaciones erróneas en múltiples huesos e inconsistencias entre los diagramas de Czerkas y los fósiles reales. Bennett encontró que el espécimen podría ser un diápsido indeterminado y criticó a los autores anteriores por publicar un nombre de la especie cuando no había ningún rasgo de diagnóstico por debajo del nivel de la clase que pudiera ser verificado. Él hizo de Utahdactylus un nomen dubium.

### Exhibición itinerante

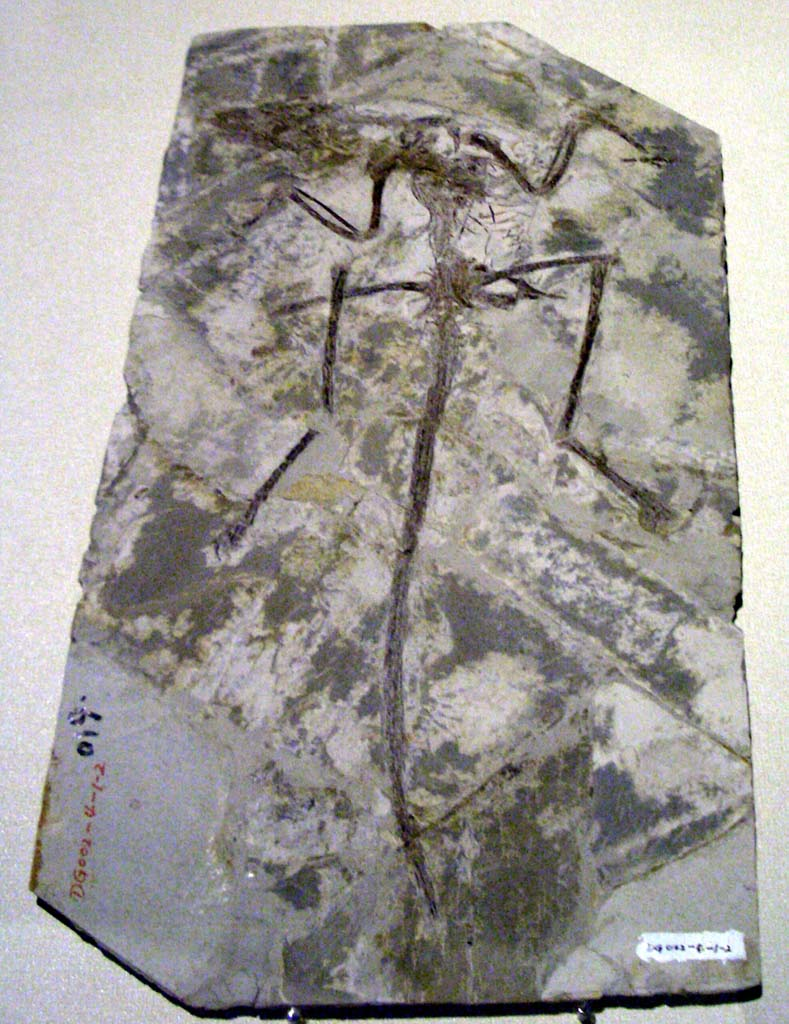
Fósil de Microraptor zhaoianus en el Museo de Ciencia de Hong Kong.

El escándalo de "Archaeoraptor" tiene ramificaciones que siguen en curso. En 2001 Stephen y Sylvia Czerkas compilaron una exhibición itinerante que contenía otros 34 fósiles chinos. La exhibición se titula Dinosaurios emplumados y el origen del vuelo. El Museo de Historia Natural de San Diego pagó al museo del dinosaurio para exhibirlos en 2004. Cuando se produjo la apertura, el dr. Ji Qiang reportó a Nature que alrededor de una docena de los fósiles habían salido de China en forma ilegal. Ji arregló con Czerkas asignarle números de acceso a tres de los especímenes más valiosos, así se agregaron formalmente a la colección de la Academia China de Ciencias Geológicas en Pekín, aunque sigan estando en posesión de Czerkas. Stephen Czerkas negó la aseveración de Ji de que los fósiles eran ilegales. Sylvia Czerkas dijo a Nature que ella había realizado un acuerdo con los funcionarios de la provincia de Liaoning en 2001 para pedir prestados los fósiles, y que debían ser repatriados en 2007. Hasta el marzo de 2009, sin embargo, la muestra fue programada para el Museo de Arte Metropolitana y Ciencia de Fresno en California. Según Nature, las peticiones de los Czerkas de mantener una entrevista con los funcionarios de Liaoning fueron rechazadas.
Muchos científicos consideran inmoral trabajar en fósiles si existe cualquier posibilidad de que hayan sido pasados de contrabando, y muchos desatienden fósiles de propiedad privada en conjunto. Algunos profesionales sienten que los coleccionistas privados colocan los fósiles en las manos privadas donde la ciencia puede no tener acceso para estudiarlos. Algunos creen que los colectores privados pueden dañar fósiles importantes, llegar a falsificarlos, y obscurecer sus orígenes o evidencia sobre sus edades. Los distribuidores autorizados legales también han participado y pueden animar la corrupción gubernamental. Otra filosofía sostiene que si los científicos podrían dejar de lado su ética y acordar publicar los fósiles privados importantes, esto animaría a los propietarios privados a hacerlos disponibles para el estudio.

### Creacionismo
Las ramificaciones del escándalo han llevado a los escépticos de la teoría evolutiva para utilizar al "Archaeoraptor" como argumento contra la evolución. El escándalo se utiliza a veces por los creacionistas como Kent Hovind para echar duda en la teoría que las aves se desarrollaron de dinosaurios. Muchos creacionistas insisten que no se ha encontrado ningún eslabón perdido entre las aves y los dinosaurios, y señalan comúnmente al "Archaeoraptor" como evidencia de la mala conducta realizada para apoyar la teoría evolutiva. Ellos ven a "Archaeoraptor" como una verdadera "ave de Piltdown". Sin embargo, contrariamente al Hombre de Piltdown, "Archaeoraptor" no es un deliberado engaño. Además, la autenticidad del " Archaeoraptor" no es necesaria como una prueba esencial para la hipótesis de que las aves son terópodos, ya que esta es corroborada suficientemente por otros datos. El paleontólogo Christopher Brochu concluyó en noviembre de 2001: "Que las aves son dinosaurios terópodos derivados no es más tema de debate." Sin embargo en el caso del dinosaurio que desempeñó el papel de "dinosaurio" terrestre en el asunto del "Archaeoraptor", Microraptor, se ha demostrado que tenía alas y rastros claros de plumas rectrices, por lo que se asume que debió haber tenido por lo menos una capacidad de planeo y en general en sí mismo es un ejemplo excelente de un fósil transicional.